# 2012 en astronomie
2010 en astronomie - 2011 en astronomie - 2012 en astronomie - 2013 en astronomie - 2014 en astronomie

## Événements

### Chronologie
C'est une année à 4 éclipses, 2 solaires (une annulaire et une totale) et 2 lunaires (une partielle et une par la pénombre).

#### Janvier

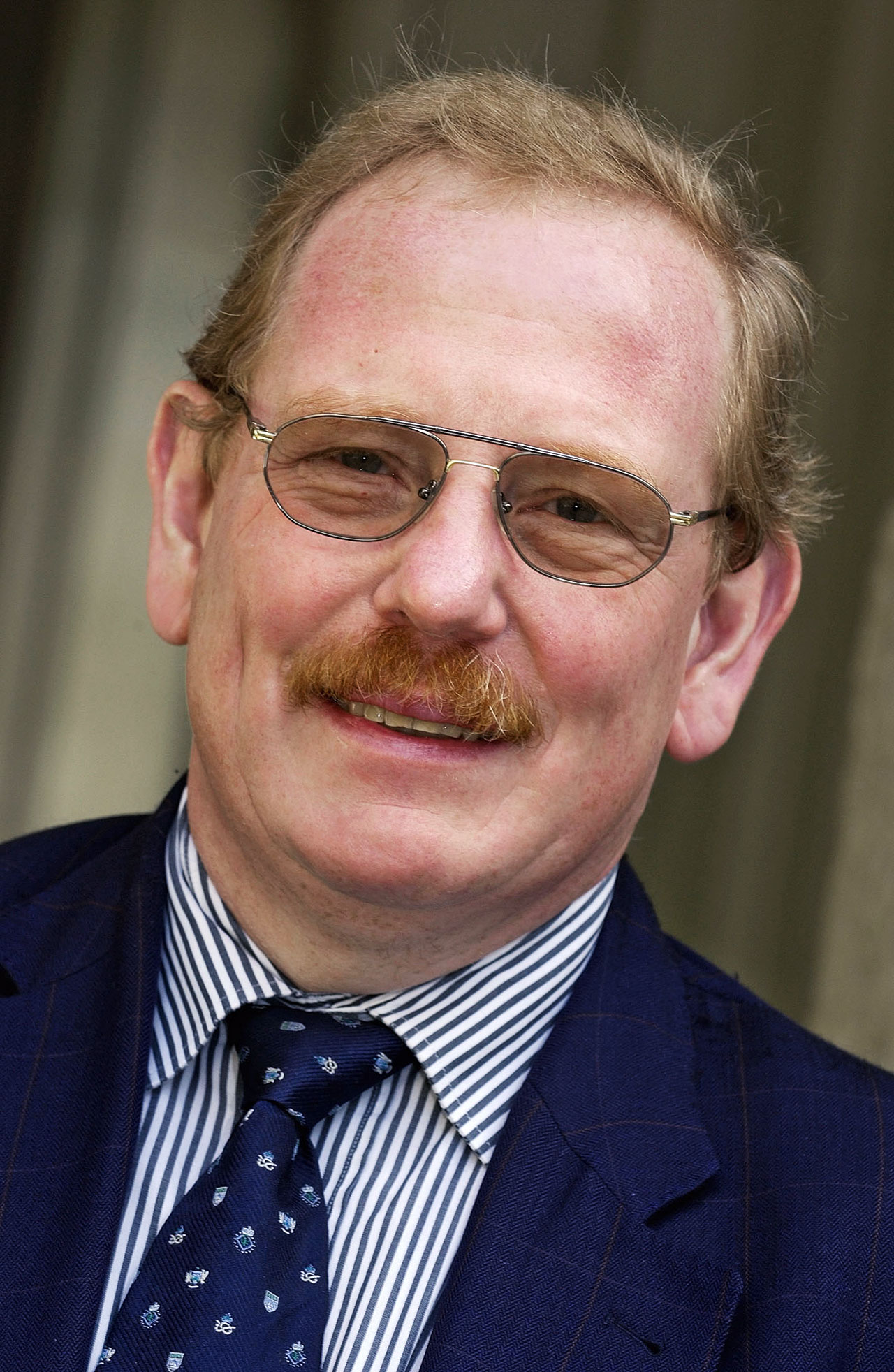
Reinhard Genzel, un des 2 lauréats du prix Crafoord.

- 1er janvier 2012 : les deux sondes Grail-A et Grail-B se mettent en orbite autour de la Lune, pour étudier sa gravité et son sous-sol[1].
- 4 janvier 2012 : la supernova SN 2011fe montre que les supernovas de type Ia sont dues à des collisions de naines blanches[2],[3].
- 5 janvier 2012 : la Terre se trouve à son périhélie[4].
- 9 janvier 2012 : la géologie d'exoplanètes serait observable[5].
- 10 janvier 2012 : El Gordo est le plus gros amas de galaxies de l'univers lointain[6].
- 11 janvier 2012 : la technique de microlentille gravitationnelle permet d'affirmer que des planètes orbitent autour de presque toutes les étoiles de la Voie lactée[7],[8].
- 12 janvier 2012 : des quantités énormes d'exoplanètes erreraient dans la Voie lactée[9].
- 19 janvier 2012 :
  - Reinhard Genzel et Andrea Ghez obtiennent le prix Crafoord 2012 en astronomie, pour l'étude d'étoiles autour du trou noir central de notre galaxie[10],[11].
  - forte éruption solaire, avec éjection de masse coronale, détectée par les satellites SDO et SoHO, atteint notre planète le 24 janvier 2012 provoquant des aurores boréales[12],[13].
- 25 janvier 2012 : l'observation d'étoiles contenant de la matière noire serait possible[14].
- 27 janvier 2012 : l'astéroïde géocroiseur 2012 BX34 est passé à 59 044 km de la Terre[15].
- 29 janvier 2012 : annonce de la découverte de 2 nouveaux satellites naturels de Jupiter, S/2011 J 1 et S/2011 J 2[16].
- 31 janvier 2012 : (433) Éros passe au plus près de la Terre depuis 1975[17].

#### Février

Le VLTI est opérationnel.

- 6 février 2012 : le Very Large Telescope Interferometer (VLTI) est pleinement opérationnel avec un diamètre virtuel de 120 mètres[18].
- 9 février 2012 :
  - Sagittarius A*, trou noir supermassif au centre de notre galaxie, a une éruption record de rayons X, due probablement à une chute d'astéroïdes[19].
  - de l'oxygène dans l'exosphère de Dioné[20].
- 10 février 2012 : dans un amas ouvert, des exoplanètes éjectées de leur système pourraient être recapturées par une autre étoile[21],[22].
- 13 février 2012 :
  - Planck découvre un mystérieux « voile micro-onde »[23].
  - comme le système solaire, il existe de nombreux systèmes d'exoplanètes avec des orbites coplanaires[24],[25].
- 19 février 2012 : un retour du volcanisme actif sur la Lune est possible[26].
- 24 février 2012 : les supernovas de type Ia seraient des collisions de naines blanches binaires[27].
- 28 février 2012 : Abell 520 pose un problème à la matière noire[28],[29].
- 29 février 2012 :
  - le VLT en observant la lumière de la Lune permet de redécouvrir la vie sur la Terre[30],[31],[32].
  - une comète en laboratoire révèle les molécules de la vie[33].

#### Mars
- 3 mars 2012 :
  - opposition de Mars[34].
  - Cassini détecte de l'oxygène dans l'atmosphère de Dioné, satellite de Saturne[20].
- 5 mars 2012 :
  - la tectonique des plaques ne serait pas possible sur les Super-Terres[35],[36].
  - un impact d'un petit corps, il y a 12 900 ans aurait tué la faune d'Amérique du Nord[37],[38].
  - des causes atmosphérique et astronomique pour le naufrage du Titanic, il y a 100 ans, le 15 avril 1912[39],[40].
- 6 mars 2012 : des quasars renforcent l'existence de l'énergie noire[41],[42].
- 7 mars 2012 :
  - forte tempête solaire[43].
  - le VST dévoile des collisions de galaxies dans l'amas d'Hercule[44],[45].
- 14 mars 2012 : croissance des jeunes galaxies[46],[47].
- 19 mars 2012 : LEDA 074886 galaxie en forme d'émeraude[48],[49].
- 20 mars 2012 : équinoxe de mars à 05:14 UTC[4].
- 25 mars 2012 : du titane contredit la théorie actuelle de la formation de la Lune[50].
- 28 mars 2012 : à partir des découvertes faites avec HARPS, on estime le nombre de planètes rocheuses à plusieurs milliards[51],[52].
- 30 mars 2012 : Herschel trouve de l'eau dans tout le cosmos[53],[54].

#### Avril
- 10 avril 2012 : MACS1149-JD est la plus ancienne galaxie observée[55],[56].
- 11 avril 2012 :
  - Herschel montre qu'environ 2 000 comètes entrent en collision chaque jour autour de Fomalhaut[57],[58].
  - des galaxies naines et des amas globulaires ne seraient pas compatibles avec la matière noire[59].
- 12 avril 2012 : simulation de l'univers observable depuis le Big Bang[60],[61].
- 22 avril 2012 : chute de la météorite de Sutter's Mill[62].
- 24 avril 2012 : la galaxie du Sombrero se découvre[63],[64].
- 26 avril 2012 : histoire de Tharsis Montes reconstituée[65],[66].

#### Mai
- 2 mai 2012 : une étoile dévorée par un trou noir supermassif[67],[68].
- 3 mai 2012 : un trou noir supermassif éjecté de sa galaxie[69],[70].
- 7 mai 2012 : Voyager 1 entre dans l'espace interstellaire[71].
- 10 mai 2012 : programme HEK de recherche d'exolunes avec Kepler[72],[73].
- 16 mai 2012 :
  - les observations de WISE montrent qu'il existerait environ 4 700 objets (astéroïdes ou comètes) potentiellement dangereux[74],[75].
  - Kepler observe des super-éruptions stellaires[76],[77].
- 17 mai 2012 : la matière noire est bien présente dans notre galaxie[78],[79].
- 19 mai 2012 :
  - l'astéroïde géocroiseur 2010 KK37 passe près de la Terre entre 0,2 et 0,5 fois la distance lunaire.
  - des mesures faites avec plusieurs radiotélescopes dont Arecibo montrent que 1999 RQ36 est dévié à cause de l'effet Yarkovsky[80],[81].
- 20 mai 2012 : éclipse solaire annulaire, visible sur le Pacifique, l'Asie, l'Amérique du Nord[82],[83].
- 21 mai 2012 :
  - LOFAR observe des collisions de galaxies à l'intérieur d'un amas[84].
  - GREGOR est le plus grand télescope solaire d'Europe[85].
- 25 mai 2012 : le SKA sera construit en Afrique du Sud et en Australie[86],[87].
- 30 mai 2012 : la Lune altère le vent solaire[88],[89].
- 31 mai 2012 :
  - de la matière noire proche du système solaire[90],[91].
  - le méthane de l'atmosphère martienne pourrait provenir des météorites[92],[93].

#### Juin
- 3 juin 2012 :

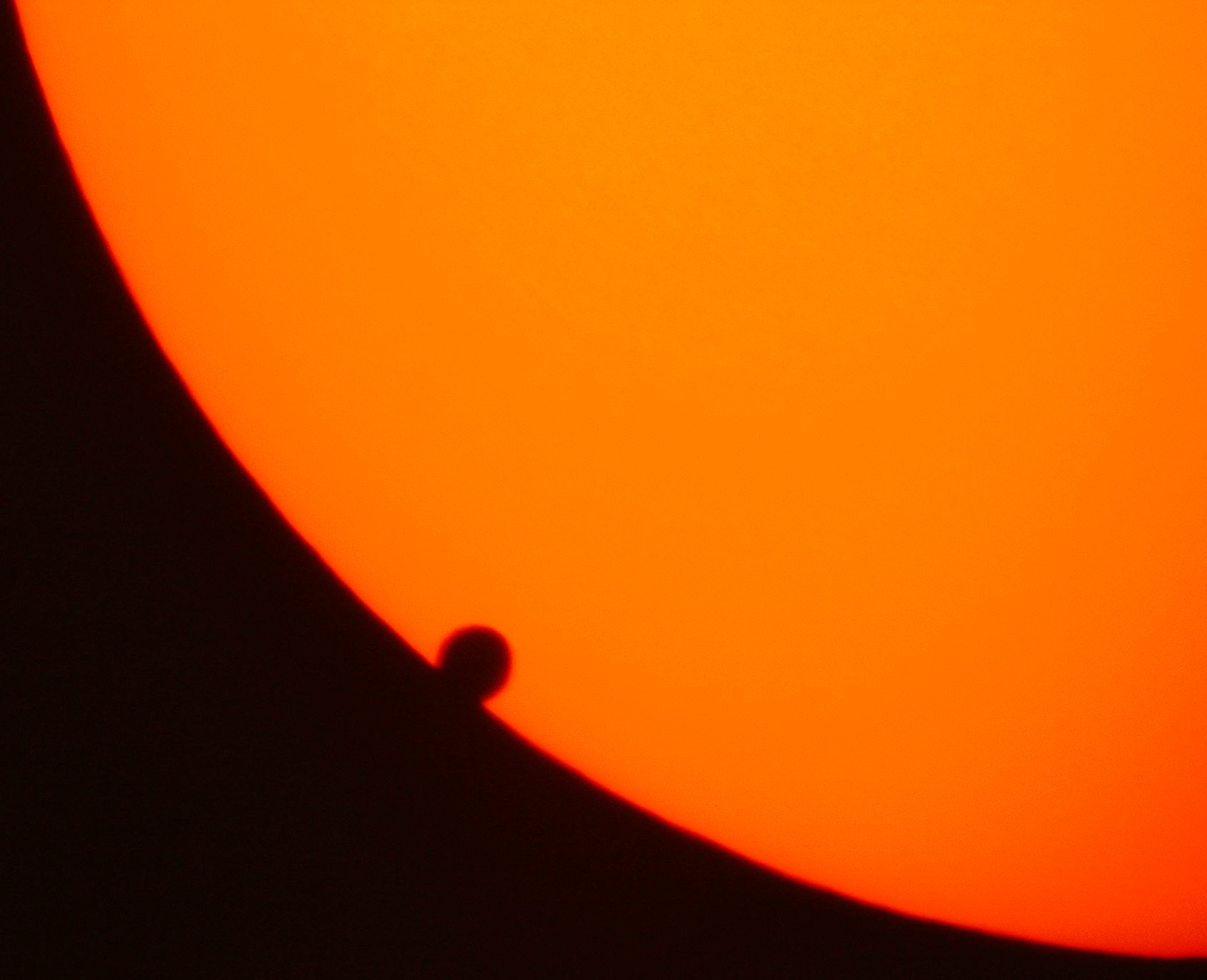
Le transit de Vénus en 2004.

  - plus lointaine galaxie (12,91 milliards a.l.) grâce à Subaru[94],[95].
  - un accroissement du rayonnement cosmique a eu lieu dans les années 774/775[96].
- 4 juin 2012 : éclipse lunaire partielle[82].
- 6 juin 2012 : deuxième et dernier transit de Vénus devant le Soleil du XXIe siècle. Les prochains passages de Vénus devant le Soleil auront lieu en 2117 et 2125[97].
- 8 juin 2012 : le volcanisme sur Io pose encore des questions[98],[99].
- 11 juin 2012 :
  - théorie de formation des trous noirs supermassifs à partir de trous noirs intermédiaires[100],[101].
  - feu vert pour la construction de l'E-ELT[102].
- 12 juin 2012 : pont de gaz entre M31 et M33[103],[104].
- 13 juin 2012 : lancement de NuSTAR petit télescope spatial à rayons X[105].
- 14 juin 2012 : le géocroiseur d'un km, 2012 LZ1, est passé à 5 millions de km de la Terre[106],[107].
- 20 juin 2012 : solstice de juin à 23:09 UTC[4].
- 21 juin 2012 :
  - de la glace dans le cratère Shackleton près du pôle Sud de la Lune[108].
  - les super-terres peuvent se former avec une faible métallicité[109],[110].
- 27 juin 2012 : l'ESO avec le VLT applique une nouvelle méthode d'études des exoplanètes pour déterminer la masse et la structure atmosphérique de Tau Bootis b[111],[112].
- 28 juin 2012 :
  - énorme nuage de gaz autour de HD 189733 b[113],[114].
  - un océan d'eau liquide sous la surface de Titan[115],[116].

#### Juillet
- 1er juillet 2012 : plus ancien cratère d'impact, vieux de 3 milliards d'années, près de Maniitsoq au Groenland[117] (65° 15′ N, 51° 50′ O).
- 2 juillet 2012 : 3 000e « sol » d'Opportunity sur Mars[118].
- 3 juillet 2012 : un filament de matière noire entre 2 amas de galaxies[119],[120].
- 4 juillet 2012 : le CERN annonce la découverte d'un nouveau boson, probablement le boson de Higgs[121].
- 5 juillet 2012 :
  - la Terre se trouve à son aphélie[4].
  - un système binaire avec une période de seulement 2,5 heures[122],[123].
- 6 juillet 2012 : le radiotélescope spatial russe RadioAstron et le radiotélescope d'Effelsberg établissent le record de base interférométrique (350 000 km)[124],[125].
- 7 juillet 2012 : une tache solaire de 127 000 km[126].
- 11 juillet 2012 :
  - annonce de la découverte de S/2012 (134340) 1, 5e satellite connu de Pluton[127].
  - Hi-C observe la couronne solaire[128].
  - des galaxies noires primitives découvertes grâce à un quasar[129],[130].
- 12 juillet 2012 :
  - forte éruption solaire, avec éjection de masse coronale, détectée par les satellites SDO et SoHO, atteint notre planète les 14-15 juillet 2012 provoquant des aurores boréales[131].
  - l'eau des océans viendrait des météorites[132],[133].
- 15 juillet 2012 : occultation de Jupiter par la Lune, visibilité : Nord-est de l'Afrique, Europe, Europe centrale, nord de la Chine, Japon[134].
- 18 juillet 2012 : la galaxie spirale BX442 remet en cause la formation et l'évolution des galaxies[135],[136].
- 20 juillet 2012 : ASTE découvre des amas stellaires proches du centre de notre galaxie, pouvant contenir des trous noirs intermédiaires[137],[138].
- 23 juillet 2012 : deux[réf. souhaitée] tempêtes solaires majeures qui auraient pu être cataclysmiques pour la civilisation humaine[139],[140],[141].
- 26 juillet 2012 :
  - les étoiles de type O ne sont pas seules[142],[143].
  - première lumière de HESS II, plus grand télescope gamma[144],[145].

#### Août

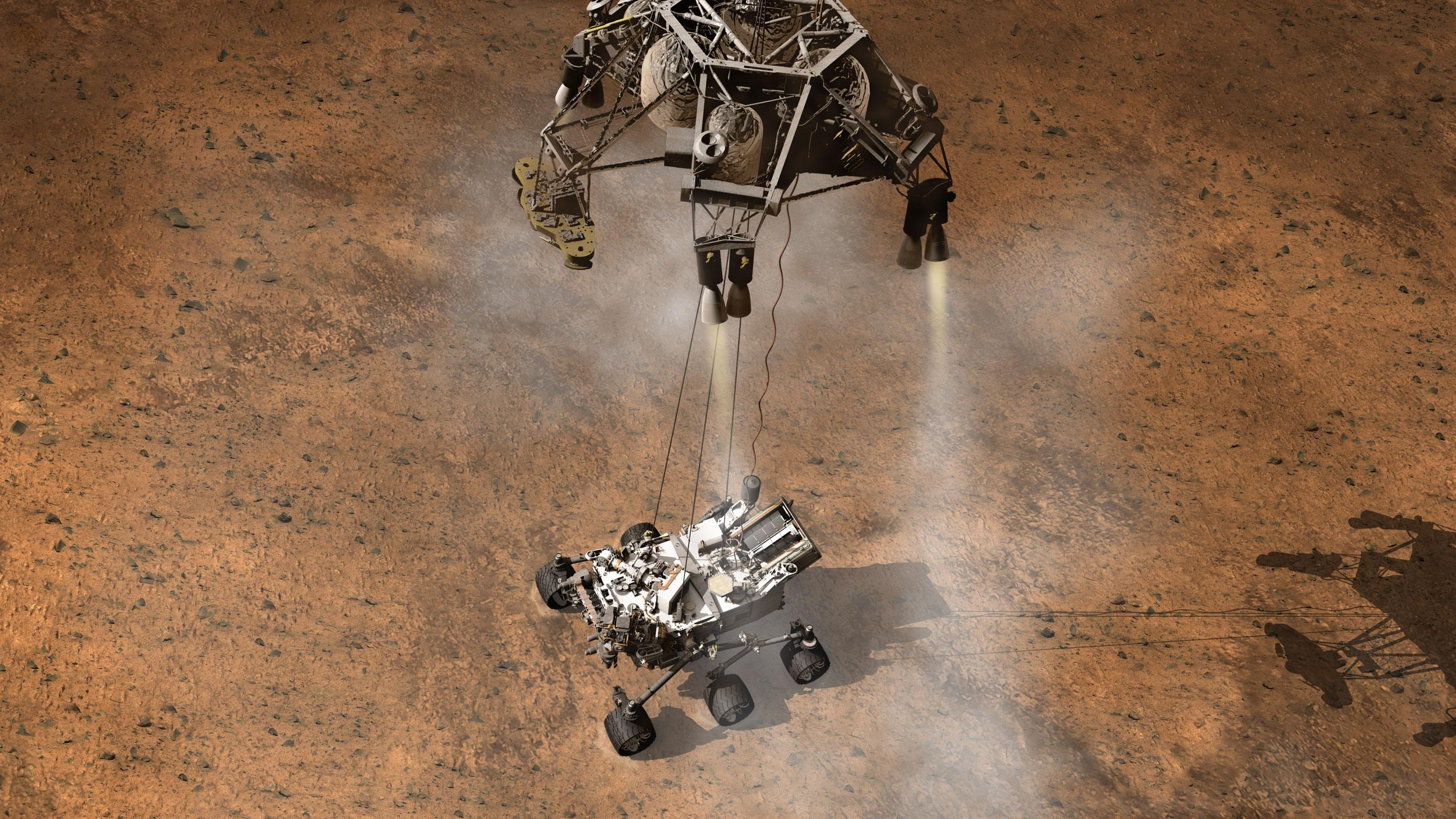
Atterrissage de Curiosity sur Mars, le 6 août.

- 2 août 2012 : un océan sous la surface glacée de Triton, satellite de Neptune[146],[147].
- 6 août 2012 : atterrissage de Curiosity sur Mars[148],[149].
- 9 août 2012 : Valles Marineris serait la preuve d'une tectonique des plaques sur Mars[150],[151].
- 10, 11, 12 août 2012 : Nuits des étoiles.
- 14 août 2012 : l'amas du Phénix est le plus brillant amas dans le domaine des rayons X[152],[153].
- 20 août 2012 : une géante rouge a détruit une exoplanète[154],[155].
- 21 août 2012 : la réionisation de l'Univers a été rapide[156],[157].
- 24 août 2012 :
  - un système binaire de naines blanches prouve l'existence d'ondes gravitationnelles[158],[159].
  - l'UNESCO lance le portail du patrimoine mondial de l'astronomie[160].
- autour du 25 août 2012 : la sonde Voyager 1 devient le premier objet construit par l'homme à atteindre l'espace interstellaire (confirmé par la NASA le 12 septembre 2013).
- 27 août 2012 : la supernova Coatlicue a participé à la naissance du Soleil[161],[162].
- 29 août 2012 :
  - Planck observe un filament de gaz chaud reliant deux amas de galaxies[163],[164].
  - MRO prouve la chute de neige carbonique sur Mars[165],[166].
  - WISE trouve des millions de trous noirs supermassifs[167],[168].
- 30 août 2012 : l'Union astronomique internationale fixe l'Unité astronomique à 149 597 870 700 m[169].

#### Septembre
- 4 septembre 2012 : Dawn quitte l'attraction de Vesta pour atteindre Cérès en février 2015[170].
- 5 septembre 2012 : l'amas globulaire Messier 4 possède une étoile avec une composition en lithium inattendue[171],[172].
- 8 septembre 2012 : inauguration de l'observatoire d'astronomie des Bauges[173].
- 10 septembre 2012 :
  - de l'argile sur Mars pourrait être formée par le volcanisme, comme celui de l'atoll de Mururoa[174],[175].
  - impact d'un petit corps sur Jupiter[176].
- 14 septembre 2012 :
  - la météorite Paris révèle des molécules interstellaires peut-être fossiles[177],[178].
  - Opportunity fait encore des découvertes[179],[180].
- 21 septembre 2012 : chutes de météorites sur les îles Britanniques et l'Amérique du Nord, dont l'origine pourrait être un petit corps en orbite autour de la Terre[181].
- 22 septembre 2012 : équinoxe de septembre à 14:49 UTC[4].
- 27 septembre 2012 : un ancien ruisseau découvert sur Mars par Curiosity[182],[183].
- 28 septembre 2012 : la théorie MOND en concurrence avec la matière noire sur des galaxies elliptiques[184],[185].

#### Octobre
- 1er octobre 2012 : une couche atmosphérique de Vénus très froide[186],[187].
- 3 octobre 2012 : des comètes autour de Beta Pictoris[188],[189].
- 5 octobre 2012 :
  - forte éruption solaire[190].
  - l'Observatoire européen austral (ESO) a 50 ans[191].
- 10 octobre 2012 : ALMA détecte des structures spirales autour de R Sculptoris[192].
- 11 octobre 2012 : 55 Cancri e pourrait être une super-terre en diamant[193].
- 12 octobre 2012 : la météorite de Tissint révèle les interactions entre intérieur, surface et atmosphère de Mars[194].
- 13 octobre 2012 : Jour de la Nuit en France.
- 16 octobre 2012 :
  - Découverte de l'exoplanète Alpha Centauri Bb par une équipe de chercheurs au HARPS avec la  méthode des vitesse radiale , mais qui sera contestée plus tard.
- 17 octobre 2012 :
  - Uranus présente une météorologie bizarre[195],[196].
  - nouveaux scénarios sur l'origine de la Lune[197],[198].
- 18 octobre 2012 : première étude en trois dimensions d’un filament de matière noire grâce à Hubble[199].
- 22 octobre 2012 : Spitzer observe le fond diffus infrarouge[200],[201],[202].
- 24 octobre 2012 :
  - météorite de 300 kg trouvée près de Poznań en Pologne[203].
  - VISTA réalise une image de neuf gigapixels pour former un catalogue de 84 millions d'étoiles[204].
- 30 octobre 2012 : premières études du sol martien par Curiosity[205],[206].
- 31 octobre 2012 : l'ESO observe des "trainardes bleues"[207],[208].

#### Novembre
- 2 novembre 2012 :

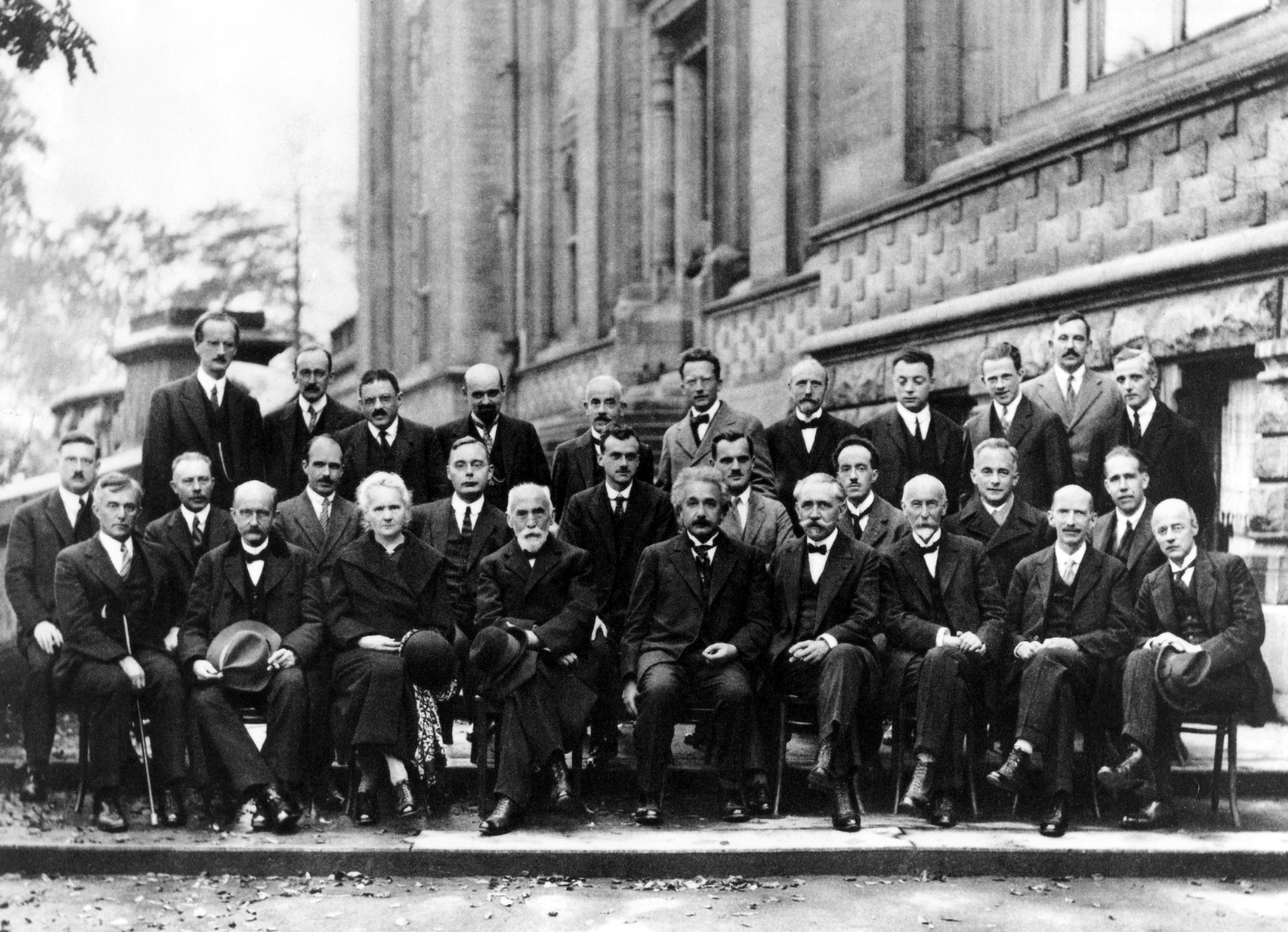
Einstein (1er rang) et Schrödinger (3e rang, derrière Einstein), ici à la conférence Solvay de 1927, lors d'un débat en 1918 ont entrevu l'énergie noire.

  - nouvelle chronologie du disque protoplanétaire du Soleil[209].
  - Curiosity analyse l'atmosphère martienne[210],[211].
  - Découverte de FRB 121102, sursaut radio rapide, par le radiotélescope d'Arecibo[212].
- 5 novembre 2012 : l'astéroïde géocroiseur 2007 PA8 est passé à 17 distances lunaires de la Terre[213].
- 7 novembre 2012 : un cratère récent observé sur Mars par la sonde MRO[214],[215].
- 8 novembre 2012 : collisions incessantes de comètes autour de 49 Ceti[216],[217].
- 9 novembre 2012 : jets symétriques dans les nébuleuses planétaires expliqués[218].
- 13 novembre 2012 :
  - éclipse solaire totale, visible sur le nord de l'Australie (Cairns) et le Pacifique Sud[82],[219].
  - découverte de 2 amas d'étoiles dans la nébuleuse d'Orion[220],[221].
- 14 novembre 2012 : exoplanète errante ou naine brune à 100 années-lumière du système solaire[222],[223].
- 15 novembre 2012 :
  - la galaxie primitive MACS0647-JD observée 420 millions d'années après le Big Bang[224],[225].
  - la météorite de Lafayette révèle l'existence passée d'eau chaude sur Mars[226],[227].
- 19 novembre 2012 : Subaru photographie une exoplanète autour de Kappa d'Andromède[228],[229].
- 21 novembre 2012 :
  - première lumière de KMos, un nouveau spectrographe géant du VLT[230],[231].
  - pas d'atmosphère autour de Makémaké[232],[233].
- 22 novembre 2012 : Albert Einstein et Erwin Schrödinger aurait prévu l'énergie noire[234],[235].
- 27 novembre 2012 : un trou noir de 17 milliards de masse solaire[236],[237].
- 28 novembre 2012 :
  - éclipse lunaire par la pénombre[82].
  - découverte du plus puissant quasar[238],[239].
- 29 novembre 2012 : MESSENGER découvre de la glace sur Mercure[240],[241].
- 30 novembre 2012 :
  - des anneaux planétaires seraient à l’origine des satellites du système solaire[242],[243].
  - ALMA découvre que les naines brunes peuvent créer des planètes rocheuses[244],[245].

#### Décembre
- 3 décembre 2012 :
  - possible volcanisme sur Vénus[246],[247].
  - ULAS J1120+0641 confirme le Big Bang[248].
- 5 décembre 2012 : découverte d'une nouvelle catégorie de galaxie, les « galaxies Haricot vert »[249],[250].
- 6 décembre 2012 : nouveaux résultats du HUDF 2012[251],[252],[253].
- 13 décembre 2012 : après être passé à 7 millions de kilomètres de la Terre le 12 décembre 2012[254], (4179) Toutatis est rejoint par la sonde chinoise Chang'e 2[255].
- 17 décembre 2012 : les 2 sondes GRAIL s'écrasent sur la Lune[256].
- 20 décembre 2012 : les résultats de WMAP confirment la théorie de l'inflation cosmique et fournissent la meilleure estimation de la composition de l'Univers[257],[258].
- 21 décembre 2012 :
  - solstice de décembre à 11:12 UTC[4] ;
  - transit de Vénus, vu de Saturne par la sonde Cassini[259] ;
  - calendrier maya : fin du compte long selon la corrélation GMT, démarrage d'un nouveau cycle[260] ;
  - au contraire des prédictions pour décembre 2012, aucun autre évènement astronomique remarquable ne s'est produit ce jour[260].

### Exoplanètes
Au 1er janvier 2012, on avait découvert 716 exoplanètes confirmées et 2 326 candidates.
Les découvertes des exoplanètes suivantes ont été annoncées en 2012 :
- 3 janvier 2012 : HAT-P-34 b, HAT-P-35 b, HAT-P-36 b, HAT-P-37 b[261].
- 11 janvier 2012 :
  - Kepler-42 b, Kepler-42 c, Kepler-42 d, 3 exoplanètes plus petites que la Terre autour de Kepler-42[262],[263].
  - Kepler-34 b, Kepler-35 b, en orbite autour de systèmes doubles[264].
- 12 janvier 2012 : une super-Mercure en train de se désintégrer autour de KIC 12557548[265],[266].
- 26 janvier 2012 : le programme Kepler annonce 26 nouvelles exoplanètes dans 11 systèmes planétaires[267],[268].
- 16 mars 2012 : 2 exoplanètes, vieilles de 12,8 milliards d'années, autour de HIP 11952[269],[270].
- 3 juillet 2012 : Pr0201 b et Pr0211 b dans un amas ouvert[271],[272].
- 18 juillet 2012 : Spitzer découvre UCF-1.01, possible exoplanète plus petite que la Terre[273],[274].
- 21 juin 2012 : Kepler-36 b et Kepler-36 c se frôlent à environ 5 distances lunaires[275],[276].
- 25 juillet 2012 : Kepler-30 a un système planétaire semblable au notre[277],[278].
- 28 août 2012 : 2 exoplanètes autour du système binaire Kepler-47[279],[280].
- 29 août 2012 : Gliese 163 c, super-terre en zone habitable[281],[282].
- 15 octobre 2012 : PH1b autour d'un système quadruple[283].
- 16 octobre 2012 : Alpha Centauri Bb, autour de Alpha Centauri B, plus proche exoplanète[284],[285].
- 28 octobre 2012 : HD 40307 g, super-terre en zone habitable[286].
- 18 décembre 2012 : 5 exoplanètes autour de Tau Ceti[287],[288].

### Comètes
En 2012, les comètes suivantes sont à l'honneur :
C/2009 P1 (Garradd)Après être passé au périhélie le 23 décembre 2011 à 1,55 UA, elle passe le 5 mars 2012 à 189 millions de kilomètres de la Terre.
C/2012 CH17 (MOSS)Découverte le 14 février 2012 par Claudine Rinner,.
C/2012 S1 (ISON)Découverte le 21 septembre 2012, passe au périhélie le 28 novembre 2013, à seulement 1,9 million de kilomètres du Soleil,.
168P/HergenrotherDécouverte en 1998 par Carl Hergenrother, cette comète périodique de 6,9 années environ se fragmente cette année.

## Phases de la Lune
Le tableau suivant résume les phases de la Lune pour l'année 2012 :
| #  | Nouvelle lune | Premier quartier | Pleine lune | Dernier quartier |
| -- | ------------- | ---------------- | ----------- | ---------------- |
|    |               | 01/01            | 09/01       | 16/01            |
| 1  | 23/01         | 31/01            | 07/02       | 14/02            |
| 2  | 21/02         | 01/03            | 08/03       | 15/03            |
| 3  | 22/03         | 30/03            | 06/04       | 13/04            |
| 4  | 21/04         | 29/04            | 06/05       | 12/05            |
| 5  | 20/05         | 28/05            | 04/06       | 11/06            |
| 6  | 19/06         | 27/06            | 03/07       | 11/07            |
| 7  | 19/07         | 26/07            | 02/08       | 09/08            |
| 8  | 17/08         | 24/08            | 31/08       | 08/09            |
| 9  | 16/09         | 22/09            | 30/09       | 08/10            |
| 10 | 15/10         | 22/10            | 29/10       | 07/11            |
| 11 | 13/11         | 20/11            | 28/11       | 06/12            |
| 12 | 13/12         | 20/12            | 28/12       |                  |

## Conjonctions
Conjonctions notables entre Lune, planètes du système solaire, et étoiles remarquables pour l'année 2012 :
| Date  | Premier corps | Deuxième corps | Séparation  |
| ----- | ------------- | -------------- | ----------- |
| 16/01 | Lune          | l'Épi          |             |
| 02/02 | Lune          | Aldébaran      | 5°          |
| 07/02 | Lune          | Régulus        | 6°          |
| 10/02 | Vénus         | Uranus         | 20'         |
| 12/02 | Lune          | Saturne        | 7°          |
| 25/02 | Lune          | Vénus          |             |
| 15/03 | Vénus         | Jupiter        | 3°16'       |
| 26/03 | Lune          | Vénus          | 2°          |
| 03/04 | Lune          | Régulus        | 6°          |
| 30/04 | Lune          | Régulus        | 6°          |
| 01/05 | Lune          | Mars           | 8°          |
| 04/05 | Lune          | l'Épi          | 2°          |
| 04/05 | Lune          | Saturne        | 7°          |
| 09/07 | Vénus         | Aldébaran      | 0°55'       |
| 15/07 | Lune          | Jupiter        | occultation |
| 25/07 | Lune          | l'Épi          | 2°          |
| 03/08 | Jupiter       | Aldébaran      | 4°44'       |
| 08/09 | Lune          | Aldébaran      | 4°          |
| 08/09 | Lune          | Jupiter        |             |
| 03/10 | Vénus         | Régulus        | 7'          |
| 05/10 | Lune          | Jupiter        |             |
| 02/11 | Lune          | Jupiter        | 53'         |
| 27/11 | Vénus         | Saturne        | 34'         |
| 29/11 | Lune          | Jupiter        | 1°          |
| 07/12 | Jupiter       | Aldébaran      | 4°44'       |
| 26/12 | Lune          | Jupiter        |             |

## Météorites
Les essaims météoritiques notables en 2012, :
| Essaim          | Date pic | Radiant          | THZ   | Origine              |
| --------------- | -------- | ---------------- | ----- | -------------------- |
| Quadrantides    | 04/01    | Bouvier          | 120   | (196256) 2003 EH1    |
| Lyrides         | 21-22/04 | Lyre             | 10-20 | C/1861 G1 (Thatcher) |
| Êta aquarides   | 05-06/05 | Verseau          | 10    | 1P/Halley            |
| Delta aquarides | 28-29/07 | Verseau          | 20    | 96P/Machholz ?       |
| Perséides       | 12/08    | Persée           | 100   | 109P/Swift-Tuttle    |
| Orionides       | 21/10    | Orion            | 25    | 1P/Halley            |
| Léonides        | 17/11    | Lion             | 15    | 55P/Tempel-Tuttle    |
| Géminides       | 13-14/12 | Gémeaux (Castor) | 120   | (3200) Phaéton       |
| Ursides         | 22/12    | Grande Ourse (β) | 10    | 8P/Tuttle            |